# 羅金漢侯爵
羅金漢侯爵（Marquess of Rockingham）屬於大不列顛貴族爵位，創設於1746年4月19日，授予托馬斯·沃森-文特沃斯，第六代羅金漢男爵。
沃森-文特沃斯家族發源於北安普頓郡的羅金漢堡，先祖劉易斯·沃森爵士（Sir Lewis Watson）率先在1645年1月29日獲封世襲男爵，是為第一代羅金漢男爵。在1714年10月19日，第三代羅金漢男爵獲晉封羅金漢伯爵（Earl of Rockingham）、桑德斯子爵（Viscount Sondes）及霍爾利男爵（Baron Throwley）。除羅金漢男爵爵位外，以上所有頭銜在第三代羅金漢伯爵逝世後而斷絕，至於該男爵爵位則由第三代羅金漢伯爵的堂弟繼承。此一堂弟本名托馬斯·沃森-文特沃斯，他在1746年2月26日獲繼承世襲男爵爵位，成為第六代羅金漢男爵以前，本身早已在1728年5月28日獲封莫爾頓男爵（Baron Malton），後又於1733年11月19日獲封莫爾頓伯爵（Earl of Malton）、海恩子爵（Viscount Higham）、哈洛登男爵（Baron Harrowden）及沃夫男爵（Baron Wath）。此外，他在1695年從舅公第二代斯特拉福伯爵繼承大筆遺產，家族姓氏遂由「文特沃斯」改成「沃森-文特沃斯」。他後於1746年4月19日進一步獲封羅金漢侯爵。
第一代羅金漢侯爵在1750年12月14日死後，侯爵爵位由他唯一仍在世的兒子繼承。第二代羅金漢侯爵在繼承父親爵位前，早已在1750年9月17日獲封莫爾頓伯爵（Earl Malton）及莫爾頓男爵（Baron Malton），但此爵位屬於愛爾蘭貴族爵位。第二代羅金漢侯爵曾兩度出任英國首相，他在1782年7月1日逝世後，所有貴族爵位因絕嗣而斷絕，而他的遺產後來由外甥第四代菲茨威廉伯爵繼承。

## 羅金漢男爵（1645年1月29日－1782年7月1日）
- 劉易斯·沃森，第一代羅金漢男爵 （Lewis Watson, 1st Baron Rockingham，1584年7月14日－1653年1月5日）
- 愛德華·沃森，第二代羅金漢男爵 （Edward Watson, 2nd Baron Rockingham，1630年6月30日－1689年6月22日）
- 劉易斯·沃森，第三代羅金漢男爵 （Lewis Watson, 3rd Baron Rockingham，1655年12月29日－1724年3月19日）（1714年10月19日獲晉封羅金漢伯爵）

## 羅金漢伯爵（1714年10月19日－1746年2月26日）
- 劉易斯·沃森，第一代羅金漢伯爵 （Lewis Watson, 1st Earl of Rockingham，1655年12月29日－1724年3月19日）
- 劉易斯·沃森，第二代羅金漢伯爵 （Lewis Watson, 2nd Earl of Rockingham，約1714年－1745年11月4日）
- 托馬斯·沃森，第三代羅金漢伯爵 （Thomas Watson, 3rd Earl of Rockingham，1715年12月30日－1746年2月26日）（伯爵爵位斷絕）

## 羅金漢侯爵（1746年4月19日－1782年7月1日）
- 托馬斯·沃森-文特沃斯，第一代羅金漢侯爵 （Thomas Watson-Wentworth, 1st Marquess of Rockingham，1693年11月13日－1750年12月14日）
- 查爾斯·沃森-文特沃斯，第二代羅金漢侯爵 （Charles Watson-Wentworth, 2nd Marquess of Rockingham，1730年5月13日－1782年7月1日）（所有爵位斷絕）